# Cubewano
Un cubewano, ou objet classique de la ceinture de Kuiper, est un membre d'une classe d'objets mineurs transneptuniens évoluant dans la ceinture de Kuiper. Ces objets restent à grande distance de Neptune et ne sont pas dans une résonance majeure avec cette planète. Leurs orbites demeurent néanmoins stables car elles sont presque circulaires, à la manière des planètes : c'est cette similitude avec les planètes qui leur a donné le nom d'objets classiques de la ceinture de Kuiper. Leur demi-grand axe est compris entre 42  et   48 ua. La théorie de leur formation est identique à celle des planètes, par accrétion lente de matière du disque protoplanétaire. Néanmoins, la faible densité de matière détectée dans cette région conduit certains scientifiques à imaginer une formation de ces objets plus proche du Soleil, suivie d'une migration à leur position actuelle, à la suite de la propre migration de Neptune.

Les cubewanos sont parfois considérés comme formant un disque limité par les objets en résonance 2:3 et 1:2

## Nom
Le nom « cubewano » est dérivé de la désignation provisoire du premier objet de cette classe, 1992 QB1 (désormais dénommé (15760) Albion),. Les objets de cette classe ont été d'abord nommés QB1-os, puis cubewanos. En effet, QB1, en anglais, se prononce /kjuːbiː wʌn/.

## Quelques représentants
Quelques représentants de ce groupe :
- (136472) Makémaké, probablement le plus gros cubewano (1 430 km) désormais classé comme planète naine et plutoïde ;
- (136108) Hauméa, autre planète naine et plutoïde (~1 500 km), fut initialement considéré comme tel mais s'est avéré être en résonance;
- (15760) Albion, premier objet transneptunien découvert depuis Pluton et Charon ;
- (20000) Varuna (900 km), premier gros planétoïde découvert de cette famille ;
- (50000) Quaoar, plus grand planétoïde connu jusqu'à la découverte de (90377) Sedna en 2003 ;
- 1998 WW31, premier objet transneptunien binaire connu après le couple Pluton-Charon ;
- (58534) Logos, objet double puisque son satellite Zoé (64 km de diamètre) est presque aussi massif que ce planétoïde de 80 km de diamètre ;
- (88611) Teharonhiawako, planétoïde de 175 km de diamètre accompagné d'un satellite Sawiskera (109 km de diamètre) ;
- (66652) Borasisi, planétoïde de 166 km de diamètre accompagné d'un satellite Pabu (137 km de diamètre).

## Orbites

Grands cubewanos et plutinos.

Le diagramme illustre les orbites des grands cubewanos au-delà des orbites des grands plutinos (Pluton, (90482) Orcus et (28978) Ixion).
L’excentricité des orbites est représentée par les segments horizontaux (du périhélie à l’aphélie) avec l’inclinaison représentée sur l’axe vertical.
(50000) Quaoar, par exemple, possède une orbite typique, presque circulaire (représentée par un court segment rouge), proche de l’écliptique. Les plutinos, par contre, possèdent des orbites plus excentriques, amenant certains d’entre eux plus près du Soleil que Neptune (position marquée avec la résonance 1:1).

Distribution des orbites des cubewanos.

Les orbites des grands cubewanos ne sont pas représentatives de l’ensemble de la famille. La majorité des objets, la population dite « froide », possède des orbites quasi circulaires et peu inclinées. Une population moins nombreuse, dite « chaude », se caractérise par les orbites fortement inclinées et plus excentriques. Ceci n'a rien à voir avec la température de surface de ces corps, mais l'analogie vient des gaz chauds qui vibrent beaucoup plus que les froids.
Le deuxième diagramme montre tous les cubewanos connus (mars 2007). Les histogrammes présentent la distribution de l’inclinaison i (intervalle 5°) et de l’excentricité e (intervalle 0,05) des orbites. La grande majorité des objets (plus de 2/3) suit des orbites peu inclinées (i < 5°) et peu excentriques (e < 0,1). La distribution des demi-axes a illustre la préférence pour le milieu de la ceinture principale ; il est probable que les plus petits objets trop près des résonances soit ont été capturés dans ses résonances, soit ont subi des modifications de leur orbite par l’action de Neptune.